# 中国人民解放军海军厦门水警区
中国人民解放军海军厦门水警区，机关驻地福建省厦门市，是中国人民解放军东部战区海军的水警区，隶属中国人民解放军海军福建基地。

## 沿革

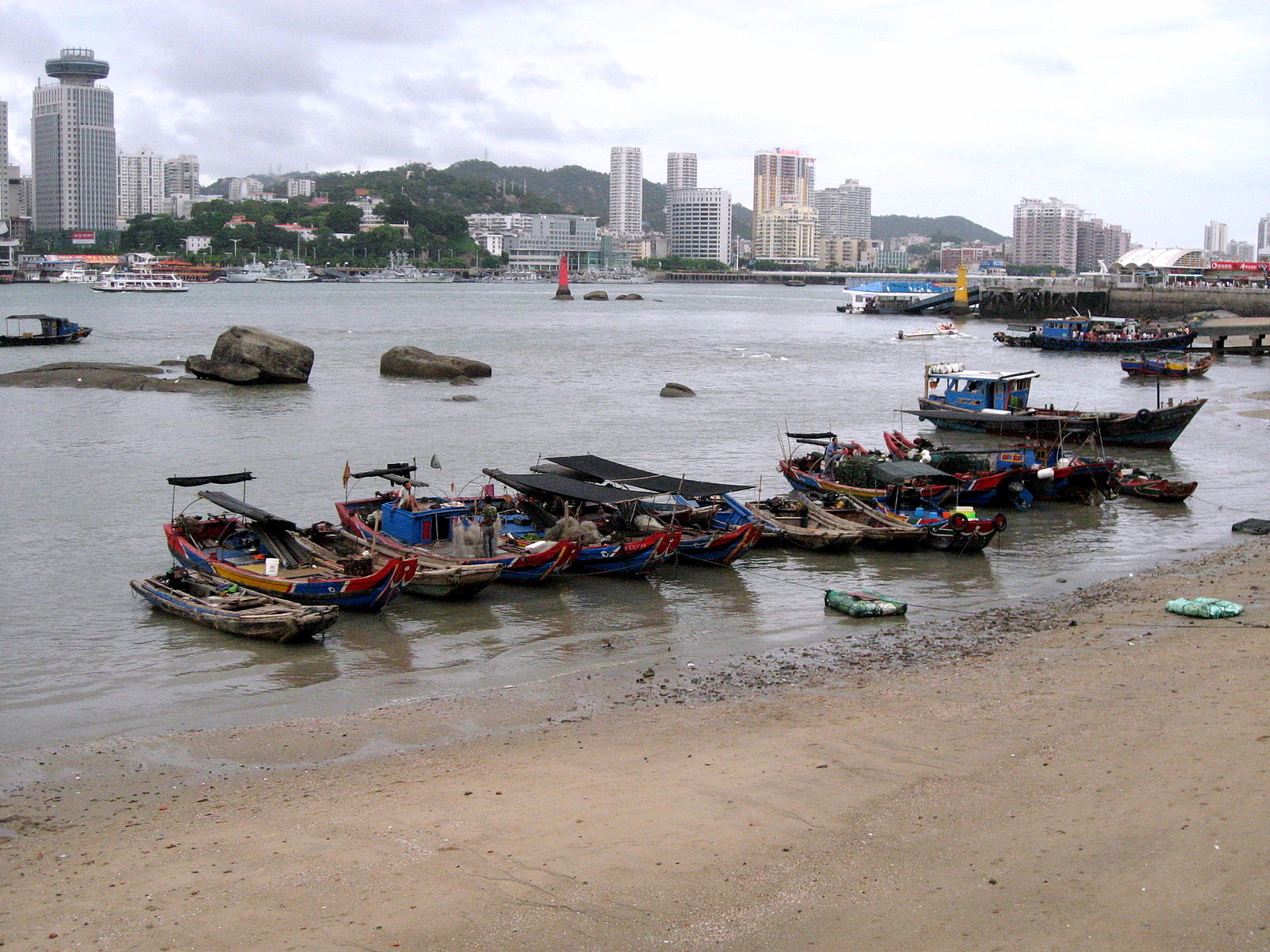
从鼓浪屿看厦门水警区驻地

1951年4月23日，以接收福建军区所属的厦门要塞炮兵指挥所的1000余人，与华东军区海军福州办事处合并组成华东军区海军厦门基地筹备处，归华东军区海军建制。下辖2个岸炮营、1个直属营、1个布雷分队。1953年11月9日，根据地方军委1953年10月25日命令，华东军区海军厦门基地筹备处改组为中国人民解放军海军厦门水警区，仍归福建军区指挥。郑友生任政委、代司令员，朱坚任参谋长。此外，1955年5月12日，根据总参1955年4月26日电，海军撤消了海岸炮兵第四团番号，该团机构改建成中国人民解放军海军三都澳巡防区，归属厦门水警区建制，陈雪江为司令员，张尔庆为政治委员。（5月30日华东军区海军执行。）1958年10月4日，根据地方军委1958年9月30日批复，以厦门水警区为基础组建了中国人民解放军海军福建基地，仍沿用厦门水警区代号，归属东海舰队建制领导。1958年11月，三都澳巡防区改建成中国人民解放军海军三都澳水警区，陈雪江任司令员，张尔庆任政治委员。1964年8月12日，福建基地进驻三都澳后，三都澳水警区机构移驻厦门并改称为中国人民解放军海军厦门水警区。

## 历任领导
仅列出从海军三都澳巡防区演变而来的海军厦门水警区历任领导。作为海军福建基地前身的海军厦门水警区历任领导见海军福建基地。
| 司令员 - 陈雪江（1955年5月—1958年11月，海军三都澳巡防区司令员） - 陈雪江（1958年11月—？，海军三都澳水警区司令员） …… - 李俊才（？—？） …… - 刘新华海军大校（？—2001年） - 丁锦海军大校（？—2003年） - 王应涛海军大校（2003年—2008年） - 程杰海军大校（2008年—2012年） - 王仲才海军大校（2012年—2016年） - 王明勇海军大校（2016年—） | 政治委员 - 张尔庆（1955年5月—1958年11月，海军三都澳巡防区政治委员） - 张尔庆（1958年11月—？，海军三都澳水警区政治委员） …… - 杜光甫（？—？） …… - 张福泉（1976年—1983年） - 胡军康（1983年—1985年） …… - 张榛盛海军少将（1990年7月—1993年1月） - 余献义（1995年—2002年） - 吴志坚海军大校（2002年—2006年） - 赵闽阳海军大校（2006年—2009年） - 李建海海军大校（2009年—） |